# Linha de terra

Na ilustração, x é a Linha de terra (LT).

Em Geometria Descritiva, a interseção ortogonal entre os planos de projeção (vertical e horizontal) determina a Linha de terra (LT), que originalmente foi chamada de Linha de Monge (LM). Quando os planos de projeção são cortados por planos bissetores (a 45º), o espaço é dividido em oito partes chamadas de oitantes (os planos bissetores contém a LT). Atualmente chama-se eixo de abcissas 
Nos processos de perspectiva exata o plano vertical é chamado de quadro e o plano horizontal de geometral.